# Aranybülbül
Az aranybülbül (Calyptocichla serinus) a madarak osztályának verébalakúak (Passeriformes) rendjébe és a bülbülfélék (Pycnonotidae) családja tartozó Calyptocichla nem egyetlen faja.

## Rendszerezése
A fajt Jules Verreaux és Edouard Verreaux írták le 1855-ben, a Criniger nembe Criniger serinus néven. A Calyptocichla nemet Harry Church Oberholser 1905-ben írta le, ennek lett egyetlen faja.

## Előfordulása
Nyugat és Közép-Afrikában, Angola, Kamerun, a Közép-afrikai Köztársaság, a Kongói Köztársaság, a Kongói Demokratikus Köztársaság,  Elefántcsontpart, Egyenlítői-Guinea, Gabon, Ghána, Guinea, Libéria, Nigéria és Sierra Leone területén honos.
Természetes élőhelyei a szubtrópusi vagy trópusi síkvidéki esőerdők, valamint ültetvények. Nem vonuló faj, viszont kóborol.

## Megjelenése
Testhossza 18 centiméter.

## Életmódja
Gyümölcsökkel táplálkozik.

## Természetvédelmi helyzete
Az elterjedési területe rendkívül nagy, egyedszáma pedig stabil. A Természetvédelmi Világszövetség Vörös listáján nem fenyegetett fajként szerepel.